# 达尼埃尔·埃翁
达尼埃尔·埃翁（法語：Daniel Eon，1939年12月20日—2021年3月15日），法国足球运动员，司职守门员，曾长期效力法甲球队南特。

## 生平
1939年生于圣纳泽尔。1956年至1968年效力南特12个赛季，累计参加144场比赛。1966年入选法国国家队。1977年退役。2021年3月15日逝世。